# Honda Clarity FCV
Honda Clarity FCV (Fuel Cell Vehicle) – samochód osobowy klasy średniej o napędzie elektrycznym zasilany wodorem produkowany przez japoński koncern motoryzacyjny Honda od 2015 roku.

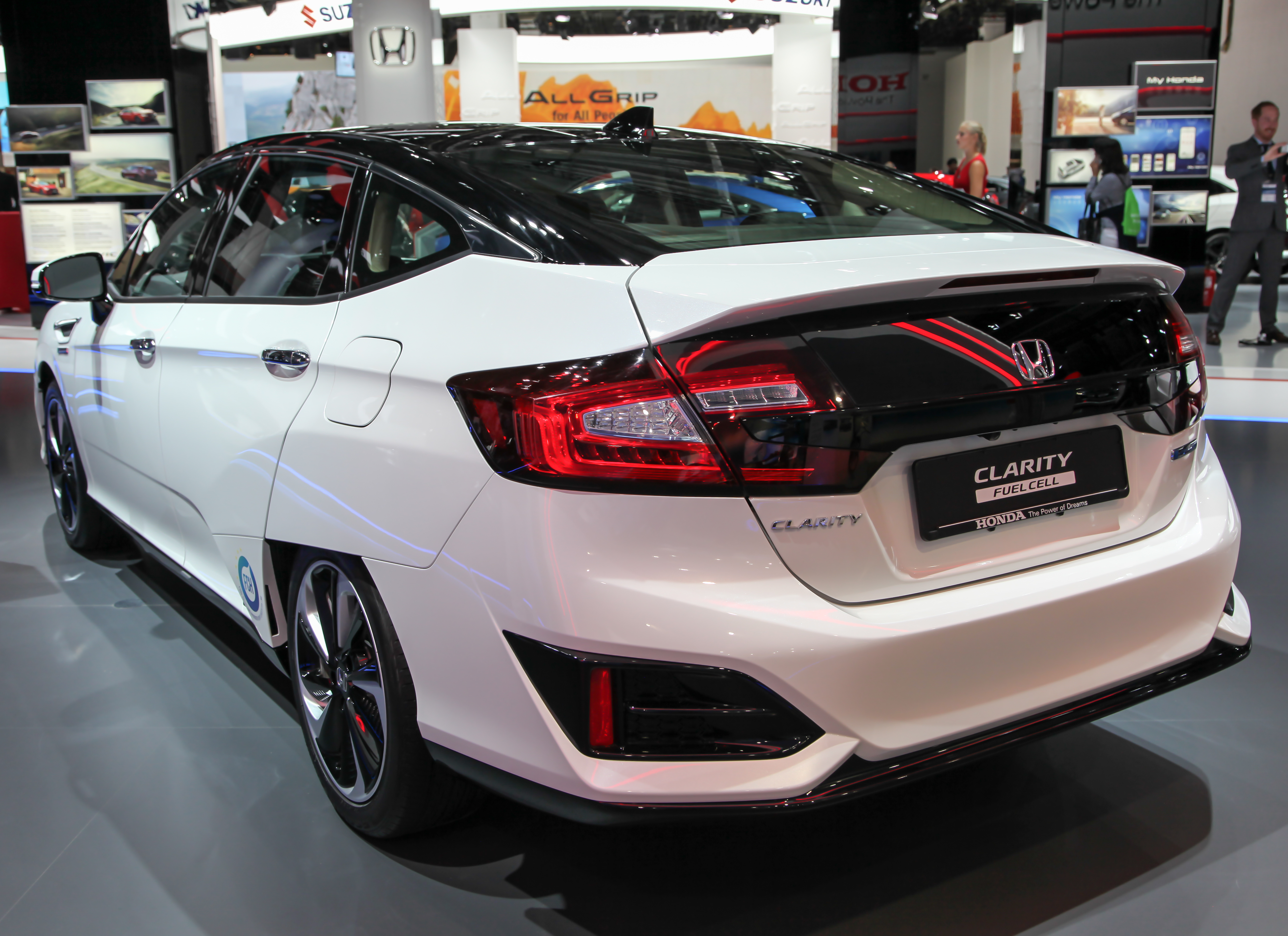
Tył Clarity FCV

## Historia i opis modelu
Pojazd został zaprezentowany po raz pierwszy podczas targów motoryzacyjnych w Tokio w 2014 roku. Jest to udoskonalony następca modeli FCX oraz FCX Clarity. W marcu 2016 roku rozpoczęto sprzedaż pojazdu na rynku japońskim. 

### Stylistyka
Nadwozie pojazdu zaprojektowane zostało pod kątem aerodynamicznym. Reflektory zostały wykonane w całości w technologii LED, a także 18-calowe alufelgi. 

### Napęd
Pojazd napędzany jest ogniwami paliwowymi z wodoru. Tankowanie pojazdu wodorem odbywa się na specjalnie przystosowanych stacjach wodorowych. Wodór spalany za pomocą tlenu w ogniwie paliwowym (silnik chemiczny) zamienia energię chemiczną na elektryczną zasilającą silnik elektryczny o mocy 177 KM, którego efektem spalania jest para wodna. Zasięg auta wzrósł w stosunku do modelu FCX Clarity do ponad 700 km dzięki zastosowaniu wysokociśnieniowego zbiornika paliwa umożliwiającego przechowywanie wodoru przy ciśnieniu 70 MPa. Kierowca pojazdu ma do wyboru dwa tryby jazdy: Normal - zapewniający optymalne zużycie energii oraz Sport - zapewniający większe przyśpieszenie przy wyższym zużyciu energii. 